# Zuriko Davitasjvili
Zuriko "Zuka" Davitasjvili, född 15 februari 2001 i Tbilisi, är en georgisk fotbollsspelare som spelar för Saint-Étienne och Georgiens landslag.

## Klubbkarriär
Den 11 juli 2024 värvades Davitasjvili av Ligue 1-klubben Saint-Étienne, där han skrev på ett fyraårskontrakt.

## Landslagskarriär
Davitasjvili debuterade för Georgiens landslag den 5 september 2019 i en 2–2-match mot Sydkorea.